# Dimitri Torgovanov
Dimitri Nikolaïevitch Torgovanov (en russe : Дмитрий Николаевич Торгованов ou en anglais : Dmitry Nikolayevich Torgovanov), né le 5 février 1972 à Leningrad (URSS, aujourd'hui Saint-Pétersbourg en Russie), est un ancien joueur de handball russe évoluant au poste de pivot.
Il est l'un des rares joueurs à avoir remporté les trois plus grandes compétitions internationales avec l'équipe nationale de Russie : il est champion olympique en 2000, double champion du monde en 1993 et 1997 et champion d'Europe en 1996.

## Palmarès

### Sélection nationale
- Jeux olympiques[3]
  -  Médaille d'or aux Jeux olympiques de 2000 à Sydney,  Australie
  -  Médaille de bronze aux Jeux olympiques de 2004 à Athènes,  Grèce
  - 5e place aux Jeux olympiques de 1996 à Atlanta,  États-Unis
- Championnats du monde
  -  Médaille d'or au Championnat du monde 1993
  -  Médaille d'or au Championnat du monde 1997
  -  Médaille d'argent au Championnat du monde 1999
- Championnats d'Europe
  -  Médaille d'or au Championnat d'Europe 1996
  -  Médaille d'argent au Championnat d'Europe 1994

### En club
Compétitions internationales
- Coupe de l'EHF (C3) (1) : 2005 (avec TUSEM Essen)

Compétitions nationales
- Championnat de Russie (1) : 1993
- Finaliste de la Coupe d'Allemagne en 2006, 2007

### Récompenses individuelles
- Élu meilleur pivot du Championnat du monde 1993
- Élu meilleur pivot du Championnat d'Europe 1994
- Élu meilleur pivot des Jeux olympiques de 1996

## Port-folio

Dimitri Torgovanov sous le maillot du HSV Hambourg en 2007
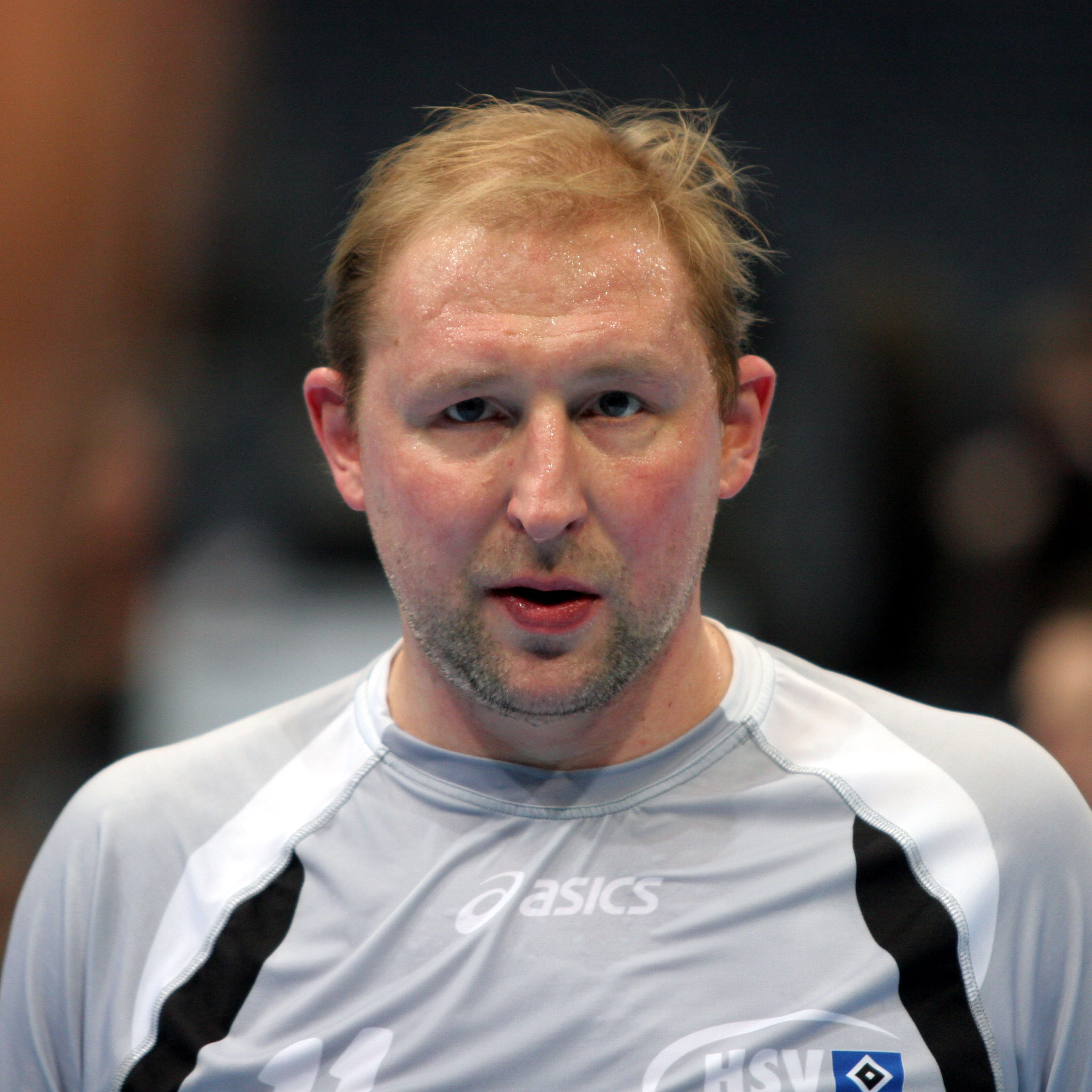
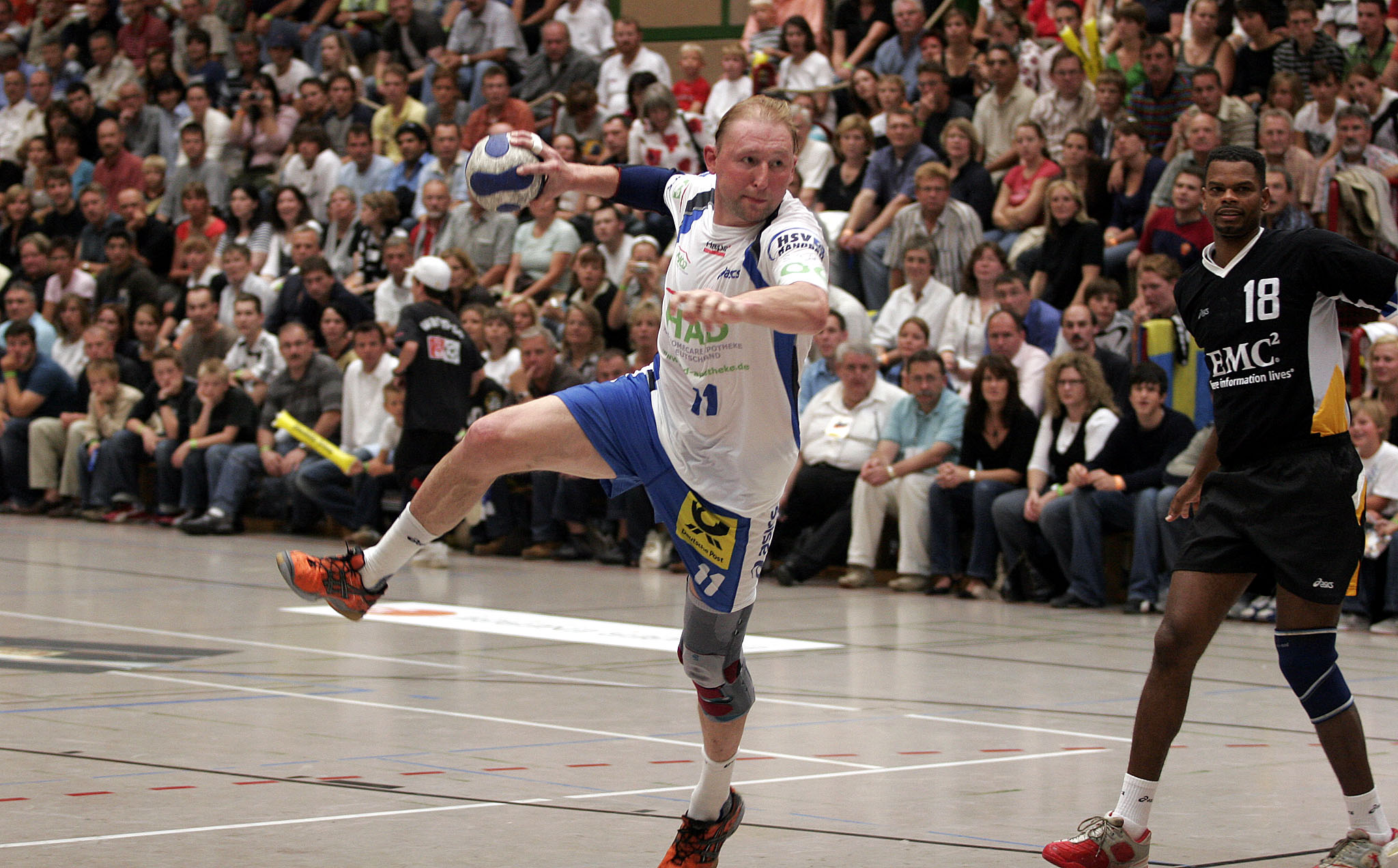
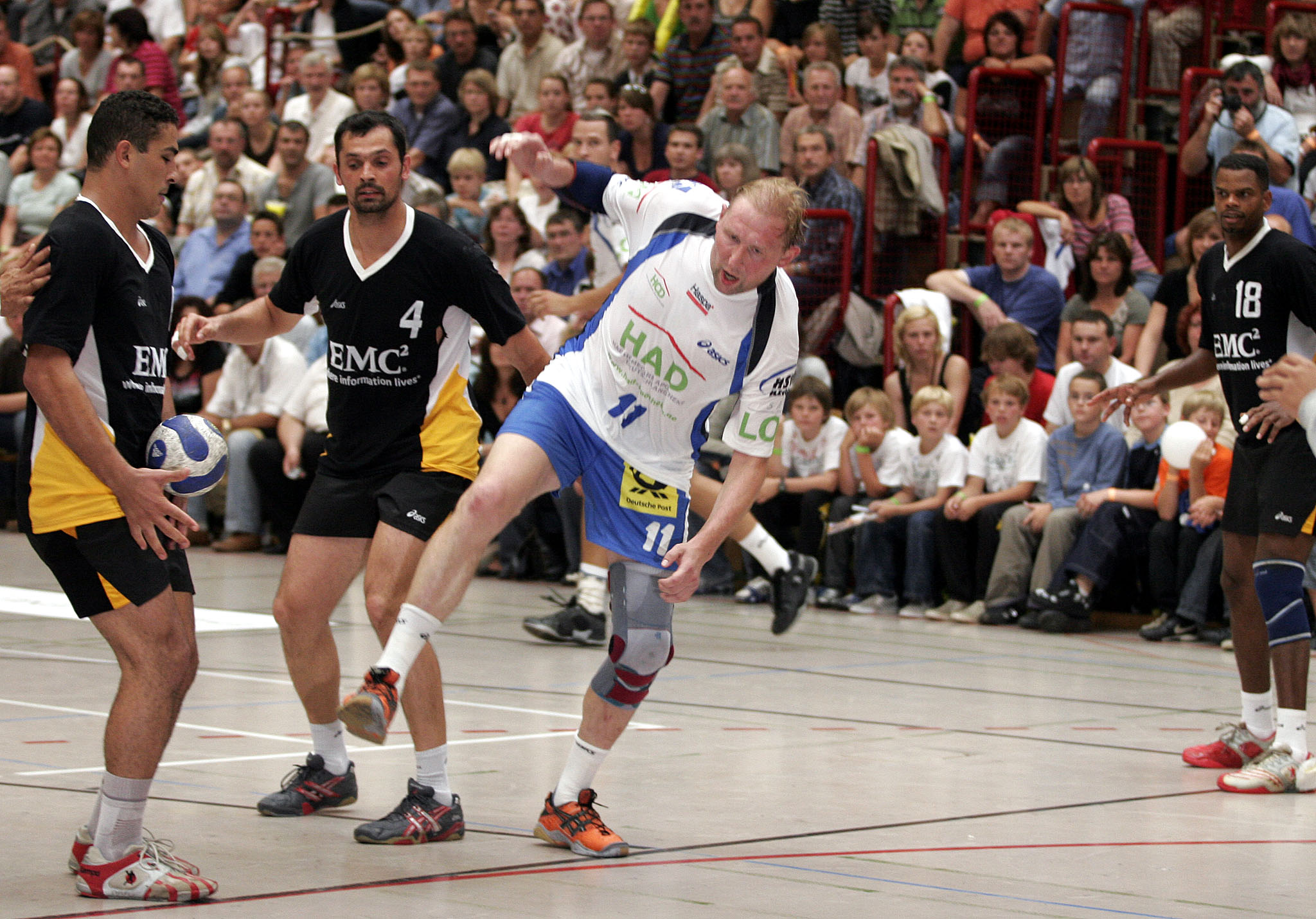
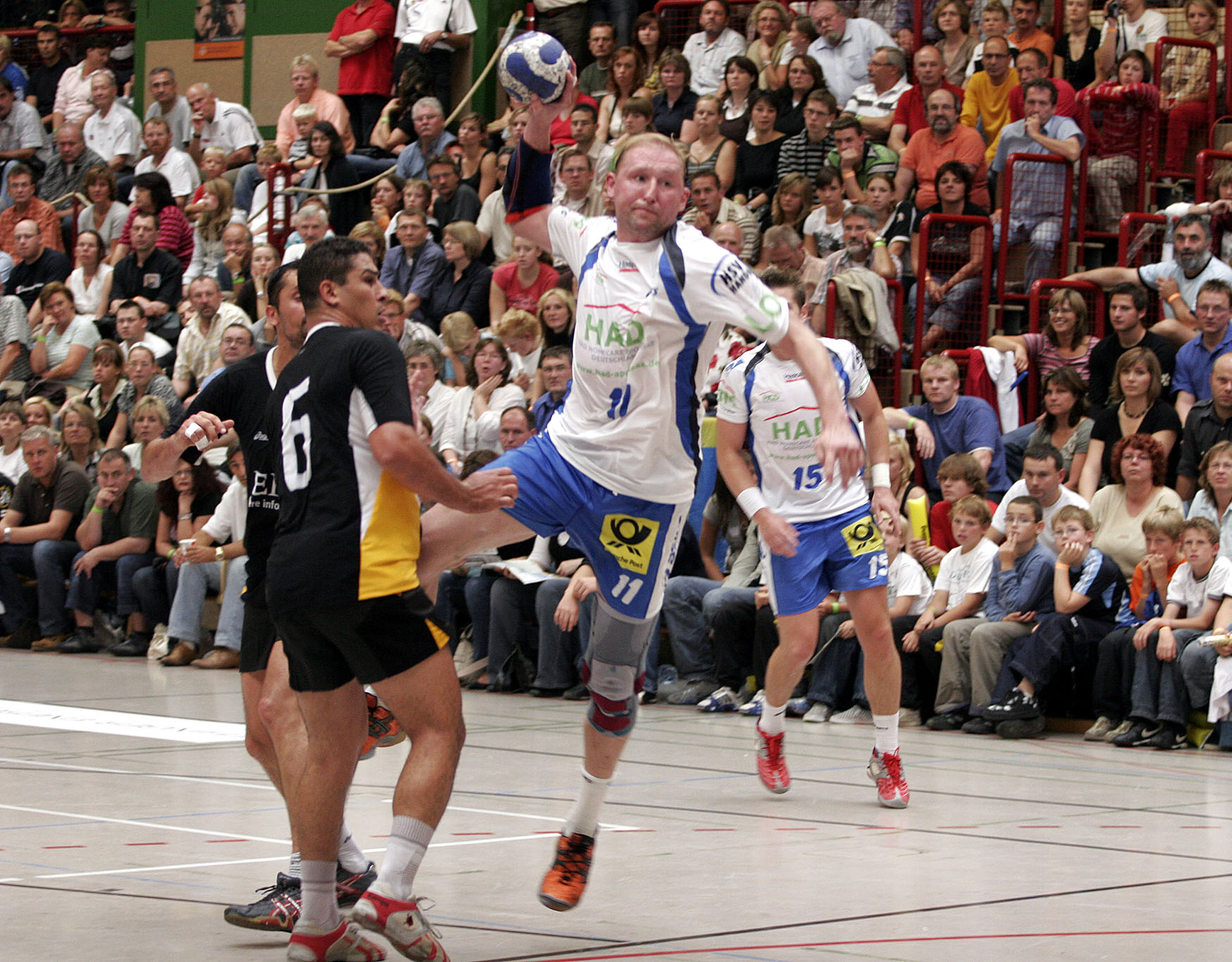